# Liste der denkmalgeschützten Objekte in Sieggraben
Die Liste der denkmalgeschützten Objekte in Sieggraben enthält die denkmalgeschützten, unbeweglichen Objekte der österreichischen Gemeinde Sieggraben.

## Denkmäler
| Foto |                 | Denkmal                                                              | Standort                                               | Beschreibung | Metadaten |
| ---- | --------------- | -------------------------------------------------------------------- | ------------------------------------------------------ | --- | --- |
| ja   | Datei hochladen | Kath. Pfarrkirche Zur Kreuzerhöhung HERIS-ID: 24149 Objekt-ID: 20524 | Obere Hauptstraße Standort KG: Sieggraben              | Die Pfarrkirche ist ein Neubau von 1797 und wurde 1979 ostseitig modern erweitert. Über ihrer Westfassade steht ein Turm mit flachem Zwiebelhelm. Das hohe quadratische Mitteljoch weist ein Kuppelgewölbe auf. Der Hochaltar und die Kanzel sind neogotisch. | BDA-Hist.: Q27301406 Status: § 2a Stand der BDA-Liste: 2025-06-30 Name: Kath. Pfarrkirche Zur Kreuzerhöhung GstNr.: 10/1 Pfarrkirche Sieggraben |
| ja   | Datei hochladen | Dreifaltigkeitssäule HERIS-ID: 24151 Objekt-ID: 20526                | gegenüber Untere Hauptstraße 3 Standort KG: Sieggraben | Die Dreifaltigkeitssäule in der Ortsmitte ist mit 1897 bezeichnet. | BDA-Hist.: Q37882242 Status: § 2a Stand der BDA-Liste: 2025-06-30 Name: Pest-/Dreifaltigkeitssäule GstNr.: 163                                  |
| ja   | Datei hochladen | Volksschule HERIS-ID: 24152 Objekt-ID: 20527                         | Untere Hauptstraße 17 Standort KG: Sieggraben          | Die Schule mit eingebauter Direktorswohnung stammt von Franz Kaym und Alfons Hetmanek aus den Jahren 1926–1929. | BDA-Hist.: Q37882270 Status: § 2a Stand der BDA-Liste: 2025-06-30 Name: Volksschule GstNr.: 88/3                                                |